# José Faria
José Mehdi Benfaria (arabul: المهدي فاريا); Rio de Janeiro, 1933. április 26. – Rabat, 2013. október 8.) brazil születésű marokkói labdarúgó, középpályás, edző. 

## Pályafutása
Játékonként szerepelt a Bonsucesso, a Fluminense és a Bangu csapatában. 1968 és 1979 között a Fluminense utánpótlásában dolgozott edzőként. 1979-ben Katarba költözött, ahol az U19-es válogatott szövetségi edzője volt. 1979 és 1982 között pedig a szintén katari Asz-Szadd vezetőedzője volt, melyet 1980-ban és 1981-ben bajnoki címig vezetett, 1982-ben pedig megnyerték a kupát. 1982 és 1983 között a marokkói FAR Rabat csapatát edzette. 1983-ban kinevezték a marokkói válogatott szövetségi kapitányának. Irányításával részt vettek az 1984. évi nyári olimpiai játékokon, az 1986-os és az 1988-as afrikai nemzetek kupáján, illetve kijuttatta a válogatott az 1986-os világbajnokságra, ahol sikerült továbbjutniuk a csoportkörből és a nyolcaddöntőben kaptak ki 1–0-ra az NSZK-tól.

## Sikerei, díjai
Asz-Szadd
- Katari bajnok (2): 1979–80, 1980–81
- Katari kupagyőztes (1): 1981–82